# Молодий лицар на фоні пейзажу
«Молодий лицар на фоні пейзажу» (ісп. Caballero joven en un paisaje) — картина венеційського живописця Вітторе Карпаччо. Датована 1510 роком. Зберігається у Музеї Тіссен-Борнеміса в Мадриді.

## Опис
«Молодий лицар на фоні пейзажу» — один з найперших в європейському живописі портретів у повний зріст. До 1919 року цю роботу Карпаччо, з датою та підписом на картелліно праворуч, приписували Дюреру.
З приводу особи самої моделі існує безліч припущень. Девіз Malo mori quam foedari («Краще смерть, аніж безчестя») над геральдичним зображенням горностая може вказувати на те, що цей лицар належав до ордену Горностая. Однак загальноприйнятою версією вважається ототожнення цього персонажа з Франческо Марія делла Ровере, третім герцогом Урбінським. Пейзаж, на фоні якого постає цей юнак в латах, який готовий оголити меч, викликає таке ж почуття тривоги, як і сам лицар, оскільки тут з великою ретельністю виписані рослини і тварини, що є алегоріями добра і зла.
Картина перебувала у колекції американця Отто Г. Кана і була придбана у 1935 році бароном Гайнріхом Тіссен-Борнеміса.